# Femmes... et femmes
Pour plus de détails, voir Fiche technique et Distribution.
Femmes... et femmes (Nissa... wa nissa) est un film marocain réalisé par Saâd Chraïbi, sorti en 1999.

## Synopsis
Quatre amies marocaines - Zakia, Leila, Keltoum et Ghita - se retrouvent après des années de séparation.

## Fiche technique
- Titre : Femmes... et femmes
- Titre original : Nissa... wa nissa
- Réalisation : Saâd Chraïbi
- Scénario : Jamal Belmejdoub et Saâd Chraïbi
- Photographie : Kamal Derkaoui
- Montage : Hélène Muller
- Société de production : Cinautre
- Pays :  Maroc
- Genre : Drame
- Durée : 98 minutes
- Dates de sortie : 
  -  France : 5 mai 1999

## Distribution
- Mouna Fettou
- Touria Alaoui
- Abdallah Amrani
- Nezha Badr
- Hamid Basket
- Salima Benmoumen
- Fouad Dziri
- Malika El-Omari
- Jilali
- Fadwa Khaouda
- Fatema Khaïr
- Ahmed Naji
- Zakia Rizki
- Ichrak Saloui
- Fdila Sbai
- Naima Senhadji
- Widad Tounsi
- Hamid Zoughi

## Accueil
Jean-Michel Frodon pour Le Monde estime que « rien ne semble réel dans ce film, ni les personnages, ni ce qui leur arrive, ni même le sort des femmes dans la société marocaine ». Marine Landrot pour Télérama évoque un « un manifeste féministe ». Philippe Azoury pour Libération décrit le film comme « un film politique et gracieux, militant et sensuel ».